# Bienvenue
Bienvenue – singel Emmanuela Moire promujący album La rencontre, wydany 2 lipca 2015 nakładem Universal Music oraz Mercury Records.
Singel notowany był na 41. miejscu walońskiego zestawienia sprzedaży Ultratop 50 Singles w Belgii, a także 46. pozycji na liście Top Singles & Titres we Francji.
Premiera teledysku do piosenki odbyła się w dniu wydania singla, a wyreżyserował go Christophe Charrier.

## Lista utworów
- Promo, digital download[5]

1. „Bienvenue” – 3:48

## Pozycja na liście sprzedaży
| Kraj    | Notowanie (2015)     | Najwyższa pozycja |
| ------- | -------------------- | ----------------- |
| Belgia  | Ultratop 50 Singles  | 41                |
| Francja | Top Singles & Titres | 46                |